# Поединок на кулаках
«Поединок на кулаках» (кит. 拳擊) — гонконгский драматический боевик производства студии братьев Шао. Съёмки проходили в Таиланде. Сиквел — Рассерженный гость (1972).

## Сюжет
Фань Кэ — гонконгский инженер-строитель и знаток боевых искусств. Отец Кэ, находящийся при смерти, рассказывает ему, что когда-то у него был роман с таиландкой, родившей от него впоследствии сына. Отец просит Фань Кэ отправиться в Таиланд и найти там своего брата по фотографии, на которой брат ещё ребёнок. Отец также сообщает Фань Кэ, что его брат занимается тайским боксом, и что у него на руке татуировка. Фань Кэ берёт отпуск и улетает в Бангкок.
Тем временем на одном из боксёрских рингов в столице Таиланда погибает очередной боксёр от рук чемпиона по прозвищу Пушка, которого поддерживает местный босс триады и промоутер Цянжэнь. Среди боксёров — Вэньле. Он намерен встретиться на ринге с Пушкой, несмотря на возражения его подруги Юйлань, поскольку ему нужны деньги на операцию его больной матери.
Между тем Фань Кэ считает, что боксёр по имени Миллер может быть его братом, когда видит его большой фанерный вырез на входе на стадион и замечает татуировку.
Когда Миллер встречается с Пушкой на ринге, Фань Кэ пытается остановить бой, но это не помогает — очередной боксёр погибает от рук Пушки. Фань Кэ сравнивает татуировки и делает вывод, что Миллер — не его брат.
К этому времени Фань Кэ познакомился с девушкой по имени Мэйдай, которая впоследствии показывает ему достопримечательности Бангкока. И, находясь в поисках брата, Кэ встретил Вэньле, но не успел спросить у него про татуировку.
Вскоре Вэньле бьётся с пушкой на ринге. За боем наблюдает Кэ и видит татуировку с фотографии на руке Вэньле. Пушка проигрывает, и тогда Кэ подбегает к победителю, чтобы рассказать правду об их родстве.
Брат убитого на ринге Миллера, Мисай, убивает Пушку после проигрыша, что вызывает гнев у Цянжэня. Люди Цянжэня врываются в дом Вэньле и похищают Мисая. Когда братья попадают в засаду, они избивают людей Цянжэня, один из которых говорит о похищении. Братья отправляются спасать Мисая.
В доме Цянжэня Мисая избивают и убивают, а братья сталкиваются с бандой вооружённых бойцов. Фань Кэ берёт на себя головорезов, а Вэньле — Цянжэня. Когда один из бойцов рассекает руку Вэньле, Фань Кэ убивает этого бойца своей рукой — остальные бойцы сбегают. Фань Кэ в драке с Цянжэнем ломает ему ногу. Приезжает полиция и арестовывает Цянжэня.

## В ролях
- Дэвид Цзян — Фань Кэ
- Ти Лун — Вэньле
- Цзин Ли[кит.] — Ху Юйлань
- Павана Чанаджит[тайск.] — Мэйдай
- Ку Фэн — Пушка
- Канонг Даэх — Миллер
- Чэнь Син — Цянжэнь
- Вон Чун[кит.] — Мисай, брат Миллера
- Чин Мяо — отец Фань Кэ
- Ян Чжицин — старик, бывший боец
- Тан Ди — дядя Чэнь
- Ху Вэй — Сюй
- Ван Гуанъюй — рефери
- Дэвид Яу — ученик школы Цзиньлун
- Лэй Пханфэй[кит.] — главный архитектор

## Кассовые сборы
Кинотеатральный прокат фильма в Гонконге проходил с 1 по 14 октября 1971 года. Общая сумма сборов за 14 дней кинопроката составила HK$ 1 727 738,10, что позволило Поединку на кулаках занять второе место в списке самых кассовых гонконгских лент года, уступив лишь фильму Большой босс, собравшему почти вдвое больше.

## Отзывы
Реакция на фильм была неоднозначной — встречались как благоприятные, так и прохладные отзывы кинокритиков.